# Luis Pérez-Sala
Luis Pérez-Sala Valls-Taberner (Barcelona, Cataluña, España; 15 de mayo de 1959) es un expiloto español de automovilismo. Llegó a competir en Fórmula 1 entre 1988 y 1989 con el equipo Minardi, logrando su mejor resultado en el Gran Premio de Gran Bretaña de 1989 al terminar en 6.ª posición. Fue campeón de España de Turismos en los años 1991 y 1993, vencedor de las 24 Horas de Barcelona y campeón de la Copa de España de GTB en 2003 y 2004. En 2008 se retiró de la competición tras lograr el Subcampeonato de España de GT e imponerse en el Trofeo Ibérico. En 2012 fue nombrado jefe del equipo HRT Formula 1 Team.

## Trayectoria
Inició su carrera en copas de promoción españolas, logrando despuntar en 1980 al llevarse la Copa Nacional Renault. Se pasó a los circuitos internacionales corriendo la copa Alfasud Sprint en 1983, la Fórmula 3 europea en 1984 y en la Fórmula 3 Italiana en 1985, haciendo con el piloto asturiano Luis Villamil y logrando resultados muy destacados para ser un español corriendo en fórmulas europeas. Tras su paso por la Fórmula 3000, donde fue cuarto en 1986 y subcampeón en 1987, debutó en la Fórmula 1 el 3 de abril de 1988 en Jacarepagua (Brasil), y participó en 32 grandes premios en total.
Se unió al equipo Minardi junto al también español Adrián Campos para 1988. Esto hizo que, por primera vez, la escudería italiana no tuviera ningún piloto transalpino en su formación titular, y que también por primera vez, dos españoles compartieran equipo en la categoría reina. Sin embargo, Campos fue sustituido al cabo de cinco carreras, en el Gran Premio del este de los Estados Unidos, por el italiano Pierluigi Martini. Logró un único punto a lo largo de su trayectoria como piloto de F1, fue en el Gran Premio de Gran Bretaña de 1989 al terminar en 6.ª posición. 
Tras su paso por la Fórmula 1, Luis Pérez Sala siguió compitiendo en diversas categorías, proclamándose Campeón de España de Turismos en los años 1991 y 1993, vencedor de las 24 Horas de Barcelona y campeón de la Copa de España de GTB en 2003 y 2004 junto a Manel Cerqueda. En el año 2008 se retira de la competición tras lograr el Subcampeonato de España de GT e imponerse en el Trofeo Ibérico haciendo equipo con Manel Cerqueda junior. 
En total ha participado en más de 380 carreras obteniendo 46 victorias.
Conferenciante, analista e instructor
A partir de 1990 compagina su carrera deportiva con la labor de conferenciante, comentarista y analista técnico para diferentes medios de comunicación (RTVE, El País, TV3, Grand Prix, etc.). Asimismo, se ha especializado en todo tipo de cursos de instrucción y formación relacionados con el mundo del automóvil. Desde también 1998 se dedica también al asesoramiento y formación técnica de pilotos de competición en automovilismo de circuito.

## Resultados

### Fórmula 1
(Clave) (negrita indica pole position) (cursiva indica vuelta rápida)

| Año  | Escudería         | 1       | 2       | 3       | 4       | 5       | 6       | 7       | 8       | 9       | 10      | 11      | 12      | 13     | 14      | 15      | 16      | Pos. | Puntos |
| ---- | ----------------- | ------- | ------- | ------- | ------- | ------- | ------- | ------- | ------- | ------- | ------- | ------- | ------- | ------ | ------- | ------- | ------- | ---- | ------ |
| 1988 | Lois Minardi Team | BRA Ret | SMR 11  | MON Ret | MEX 11  | CAN 13  | USA Ret | FRA Ret | GBR Ret | GER DNQ | HUN 10  | BEL DNQ | ITA Ret | POR 8  | ESP 12  | JPN 15  | AUS Ret | 25°  | 0      |
| 1989 | Lois Minardi Team | BRA Ret | SMR Ret | MON Ret | MEX DNQ | USA Ret | CAN Ret | FRA DNQ | GBR 6   | GER DNQ | HUN Ret | BEL 15  | ITA 8   | POR 12 | ESP Ret | JPN Ret | AUS DNQ | 28°  | 1      |